# Costi Ioniță
Costi Ioniță (n. 14 ianuarie 1978, Constanța) este un cântăreț, compozitor și producător muzical român, de profesie medic stomatolog. Este unul din membrii formației Sahara.

## Biografie
Costi Ioniță s-a născut pe 14 ianuarie 1978 în Constanța. A început să cânte de la vârsta de 6 ani, decizia aparținând părinților, aceștia înscriindu-l la „Clubul pionierilor” din Constanța.
La 12 ani a intrat în taraful clubului din Constanța, unde l-a avut ca profesor pe Ion Rădulescu.
La 13 ani a mers cu taraful într-un turneu în Franța. A urmat Școala de Muzică din Constanța: percuție și pian; Școala Populară de Arte din Constanța: acordeon, canto.
În adolescență, a intrat la Liceul de informatică “Ovidius”, unde a format o trupă de rock Agartha.
Cu Dorin Topala și Laura Mihăila (soprană la filarmonica din Constanța) a format trupa dance Valahia.
În 1998, fiind prezent la repetițiile pentru Festivalul Mamaia, l-a descoperit pe Mihai Trăistariu care concura la secțiunea interpretare. Formula Valahia era în nr de 4: Costi, Mihai, Dorin și Laura. La scurt timp s-a decis ca Laura să părăsească formația.
A urmat continuarea proiectului Valahia în formula de 3 cu apariția piesei „Banii și fetele”, având primul videoclip rulat pe Atomic Tv.
A descoperit trupa Exotic (din care, după despărțire s-au format Blondy și Sexxy).
După ceva timp, a creat prima melodie manea „Femeia te iubește”, cu influențe orientale. Au urmat trupele Kosovo și Elegance (această trupă având mai multe formule), care au susținut stilul de manea ce ajunsese în mare vogă.
Din cauza apariției neînțelegerilor între Valahia și o serie de întâmplări negative, Ioniță s-a despărțit de formația Valahia. După această despărțire, Valahia a fost continuată câțiva ani de către Dorin T. și Mihai T., iar Costi și-a început cariera solo. 
Împreună cu Andrea, formează trupa Sahara. Printre cele mai cunoscute cântece ale lor se află Upotrebena și I wanna (cu Shaggy și Bob Sinclar).
Costi Ioniță deține postul de radio Party Radio și postul de televiziune Party TV care nu mai este difuzat și Mynele TV. Costi a fost nominalizat în 2012 la "Premiile Grammy" cu hitul produs și cântat de Shaggy cu Kat DeLuna intitulată "Dame". .
Single:
- 2012: "Love 2 Part". Feat Celia, Mohombi.
- 2015: "I Need Your Love".  Featuring, Shaggy (muzician), Faydee, Mohombi.
- 2015: "Te Quiero Mas" Featuring, Shaggy, Don Omar, Faydee, Farruko, Mohombi.